# 趙九思 (嘉靖進士)
趙九思（1495年—1530年代），字敬夫，號東村，山西平陽府聞喜縣人，軍籍，明朝政治人物。

## 生平
嘉靖七年（1528年）戊子科山西鄉試第五十六名舉人。嘉靖八年（1529年）中式己丑科會試第二百三十五名，登第三甲第五十七名進士。九年授海门县知县。嘉靖十五年（1536年），授長洲縣知縣，卒於任內。

## 家族
曾祖趙璧，曾任教諭贈戶部主事；祖父趙仲輝，曾任知府；父趙宗倫，曾任義官。母李氏。永感下。